# Lista de fósseis da evolução humana
Esta é uma lista de fósseis relevantes para o estudo da evolução da espécie humana. As tabelas abaixo cobrem, de forma sucinta, algumas descobertas notáveis de fósseis de primatas relacionados com o assunto. Uma vez que existem milhares de fósseis, esta cobertura não pretende ser exaustiva, mas apenas referir alguns dos achados mais importantes.
Os fósseis estão dispostos segundo a sua idade aproximada determinada por datação radiométrica e/ou datação incremental. O nome da espécie representa o consenso actual, e quando não há um claro consenso científico sobre ela, as demais classificações possíveis encontram-se também indicadas; as classificações desaprovadas podem ser encontradas na página do fóssil.
Muitos dos fósseis indicados não são considerados ancestrais directos do "Homo sapiens", mas estão proximamente aparentados com ancestrais directos, e como tal são importantes para o estudo da linhagem.

## Mais de 4 milhões de anos
| Imagem                             | Nome            | Idade        | Espécie                      | Data da descoberta | Local     | Descoberto por                                                                    |
| ---------------------------------- | --------------- | ------------ | ---------------------------- | ------------------ | --------- | --------------------------------------------------------------------------------- |
|                                    | Ida             | 47 Ma        | Darwinius masillae           | 1983               | Alemanha  | Jørn Hurum                                                                        |
| Imagem de Eosimias sinensis        |                 | 45 Ma        | Eosimias sinensis            | 1985               | China     | Lin Yipu                                                                          |
|                                    | DPC 2803        | >31 Ma       | Aegyptopithecus zeuxis       | 1941               | Egipto    | Elwyn Simons                                                                      |
|                                    | KNM RU 7290     | 18 Ma        | Proconsul africanus          | 1948               | Quénia    | Mary Leakey                                                                       |
|                                    | KNM WK 16999    | 16-18 Ma     | Afropithecus turkanensis     | 1986               | Quénia    | Richard Leakey                                                                    |
|                                    | KNM WK 16950    | 16-18 Ma     | Turkanapithecus kalakolensis | 1986               | Quénia    | Richard Leakey                                                                    |
|                                    | GSP 15000       | 10.5-12.5 Ma | Sivapithecus indicus         | 1979               | Paquistão | D. Pilbeam and S. M. Ibrahim Shah                                                 |
|                                    | IGF 11778       | 8 Ma         | Oreopithecus bambolii        | 1872               | Itália    | Paul Gervais                                                                      |
|                                    | IVPP PA644      | 8 Ma         | Lufengpithecus lufengensis   | 1978               | China     |                                                                                   |
|                                    | TM 266 (Toumai) | 7 Ma         | Sahelanthropus tchadensis    | 2001               | Chade     | Alain Beauvilain, Fanone Gongdibe, Mahamat Adoum and Ahounta Djimdoumalbaye       |
|                                    | BAR 1000'00     | 6 Ma         | Orrorin tugenensis           | 2000               | Quénia    | Martin Pickford, Kiptalam Cheboi, Dominique Gommery, Pierre Mein, Brigitte Senut, |
| Desenho de um Ardipithecus ramidus | Ardi            | 4.4 Ma       | Ardipithecus ramidus         | 1992               | Etiópia   | Tim White                                                                         |

## 3 milhões - 4 milhões de anos
|                                                 | Nome                  | Idade        | Espécie                        | Data da descoberta | Local         | Descoberto por      |
| ----------------------------------------------- | --------------------- | ------------ | ------------------------------ | ------------------ | ------------- | ------------------- |
| Laetoli footprint image at Modern Human Origins | Laetoli Footprint     | 3.7 Ma       | Bipedal hominídeo              | 1976               | Tanzânia      | Mary Leakey         |
| LH 4 image at Modern Human Origins              | LH 4                  | 3.6 - 3.8 Ma | Australopithecus afarensis     | 1974               | Tanzânia      | Mary Leakey         |
| KNM-WT 40000 image at Modern Human Origins      | KNM WT 40000          | 3.5 Ma       | Kenyanthropus platyops         | 1999               | Quénia        | Justus Erus         |
|                                                 | Stw 573 (Little foot) | 3.3 Ma       | Australopithecus ?             | 1994               | África do Sul | Ronald J. Clarke    |
|                                                 | DIK-1 (Selam)         | 3.3 Ma       | Australopithecus afarensis     | 2000               | Etiópia       | Zeresenay Alemseged |
|                                                 | AL 200-1              | 3 - 3.2 Ma   | Australopithecus afarensis     | 1975               | Etiópia       | Donald Johanson     |
|                                                 | AL 129-1              | 3 - 3.2 Ma   | Australopithecus afarensis     | Novembro 1973      | Etiópia       | Donald Johanson     |
|                                                 | K 12 (Abel)           |              | Australopithecus bahrelghazali | 1995               | Chade         | Michel Brunet       |
|                                                 | AL 288-1 (Lucy)       | 3.2 Ma       | Australopithecus afarensis     | November 30, 1974  | Etiópia       | Donald Johanson     |
| AL444-2 image at Modern Human Origins           | AL 444-2              | 3 Ma         | Australopithecus afarensis     | 1991               | Etiópia       | Bill Kimbel         |

## 2 milhões - 3 milhões de anos
|                                      | Nome                           | Idade        | Espécie                    | Data da descoberta | Local         | Descoberto por  |
| ------------------------------------ | ------------------------------ | ------------ | -------------------------- | ------------------ | ------------- | --------------- |
|                                      | STS 5 (Mrs. Ples)              | 2.6 - 2.8 Ma | Australopithecus africanus | 1947               | África do Sul | Robert Broom    |
| STS 14 image at Modern Human Origins | STS 14                         | 2.6-2.8 Ma   | Australopithecus africanus | 1947               | África do Sul | Robert Broom    |
| STS 52 image at Modern Human Origins | STS 52                         |              | Australopithecus africanus |                    |               |                 |
|                                      | STS 71                         | 2.5 Ma       | Australopithecus africanus | 1947               | África do Sul | Robert Broom    |
|                                      | Taung 1 (Criança de Taung)     | 2.5 Ma       | Australopithecus africanus | 1924               | África do Sul | Raymond Dart    |
|                                      | KNM WT 17000 (The Black Skull) | 2.5 Ma       | Paranthropus aethiopicus   | 1985               | Quénia        | Alan Walker     |
|                                      | TM 1517                        | 2 Ma         | Paranthropus robustus      | 1938               | África do Sul | Gert Terblanche |

## 1 milhão - 2 milhões de anos
|                                             | Nome                          | Idade        | Espécie                                                       | Data da descoberta | Local              | Descoberto por  |
| ------------------------------------------- | ----------------------------- | ------------ | ------------------------------------------------------------- | ------------------ | ------------------ | --------------- |
|                                             | KNM ER 1813                   | 1.9 Ma       | Homo habilis                                                  | 1973               | Quénia             | Kamoya Kimeu    |
|                                             | KNM ER 1470                   | 1.9 Ma       | Homo rudolfensis                                              | 1972               | Quénia             | Bernard Ngeneo  |
|                                             | SK 48                         | 1.8 Ma       | Paranthropus robustus                                         | 1948               | África do Sul      | Robert Broom    |
|                                             | OH 24 (Twiggy)                | 1.8 Ma       | Homo habilis                                                  | 1968               | Tanzânia           | Peter Nzube     |
| OH 8 Image of foot at Modern Human Origins  | OH 8                          | 1.8 Ma       | Homo habilis                                                  | 1960               | Tanzânia           |                 |
|                                             | OH 5 (Zinj or nutcracker man) | 1.8 Ma       | Paranthropus boisei                                           | 1959               | Tanzânia           | Mary Leakey     |
|                                             | D 2700                        | 1.8 Ma       | Homo georgicus                                                | 2001               | Geórgia            |                 |
|                                             | OH 7                          | 1.75 Ma      | Homo habilis                                                  | 1960               | Tanzânia           | Jonathan Leakey |
|                                             | KNM ER 3733                   | 1.75 Ma      | Homo ergaster                                                 | 1975               | Quénia             | Bernard Ngeneo  |
|                                             | KNM ER 1805                   | 1.74 Ma      | Homo habilis                                                  |                    | Koobi Fora, Quénia |                 |
| STW 53 image at Modern Human Origins        | StW 53                        | 1.5 - 2 Ma   | Homo habilis sensu Lato ou unclassified see Grine et al. 1996 | 1976               | África do Sul      | A. R. Hughes    |
| SK 847 image at Modern Human Origins        | SK 847                        | 1.5 - 2 Ma   | Homo habilis sensu Lato ou unclassified see Grine et al. 1996 | 1949               | África do Sul      |                 |
| DNH 7 image at Modern Human Origins         | DNH 7 (Eurydice)              | 1.5 - 2 Ma   | Paranthropus robustus                                         | 1994               | África do Sul      | André Keyser    |
|                                             | SK 46                         | 1.5-2 Ma     | Paranthropus robustus                                         | 1949               | África do Sul      | Robert Broom    |
|                                             | OH 13                         | 1.7 Ma       | Homo habilis                                                  | 1963               | Tanzânia           | N. Mbuika       |
|                                             | KNM ER 406                    | 1.7 Ma       | Paranthropus boisei                                           | 1969               | Quénia             | Richard Leakey  |
|                                             | KNM ER 732                    | 1.7 Ma       | Paranthropus boisei                                           | 1970               | Quénia             | Richard Leakey  |
|                                             | KNM ER 23000                  |              |                                                               |                    |                    |                 |
|                                             | KNM WT 17400                  | 1.7 Ma       | Paranthropus boisei                                           |                    | Quénia             |                 |
|                                             | KNM WT 15000 (Turkana Boy)    | 1.6 Ma       | Homo erectus ou Homo ergaster                                 | 1984               | Quénia             | Kamoya Kimeu    |
|                                             | KNM ER 3883                   | 1.4 - 1.6 Ma | Homo erectus                                                  |                    | Quénia             | Richard Leakey  |
|                                             | Peninj Mandible               | 1.5 Ma       | Paranthropus boisei                                           | 1964               | Tanzânia           | Richard Leakey  |
| Chellean OH 9 Image at Modern Human Origins | OH 9 (Chellean Man)           | 1.5 Ma       | Homo erectus                                                  | 1960               | Tanzânia           | Louis Leakey    |
|                                             | KNM ER 992                    | 1.5 Ma       | Homo ergaster                                                 | 1971               | Quénia             | Richard Leakey  |
|                                             | KGA 10-525                    | 1.4 Ma       | Paranthropus boisei                                           | 1993               | Etiópia            | A. Amzaye       |

## 100.000 - 1 milhão de anos
|                                               | Nome                                           | Idade      | Espécie                                       | Data da descoberta | Local                  | Descoberto por                           |
| --------------------------------------------- | ---------------------------------------------- | ---------- | --------------------------------------------- | ------------------ | ---------------------- | ---------------------------------------- |
|                                               | Sangiran 4                                     | < 1 Ma     | Homo erectus                                  | 1939               | Indonésia              | G.H.R. von Koenigswald                   |
| Sangiran 2 image at Modern Human Origins      | Sangiran 2                                     | 0.7-1.6 Ma | Homo erectus                                  | 1937               | Indonésia              | G.H.R. von Koenigswald                   |
|                                               | Trinil 2 Pithecanthropus-1 or Java Man         | .7 - 1 Ma  | Homo erectus                                  | 1891               | Indonésia              | Eugène Dubois                            |
|                                               |                                                | 780 - 858k | Homo antecessor ou Homo erectus               | 1994               | Atapuerca, Espanha     | Bermúdez & Arsuaga                       |
|                                               | Ternifine 2-3                                  | 700k       | Homo erectus                                  | 1954               | Argélia                | C. Arambourg                             |
| Sangiran 17 image at Modern Human Origins     | Sangiran 17                                    | 700k       | Homo erectus                                  | 1969               | Indonésia              | S. Sartono                               |
| Hexian PA830 image at Modern Human Origins    | Hexian                                         | 400 - 500k | Homo erectus                                  | 1980               | China                  |                                          |
|                                               | Skull 5 (Miguelón)                             | 400k       | Homo heidelbergensis                          | 1992               | Atapuerca, Espanha     | Bermúdez, Arsuaga & Carbonell            |
|                                               | Altamura Man                                   | 400k       | Homo heidelbergensis                          |                    | Altamura, Itália       |                                          |
| Zhoukoudian XII image at Modern Human Origins | Zhoukoudian (Peking Man, Beijing Man)          | 230 - 460k | Homo erectus                                  | 1921               | China                  | Davidson Black                           |
| Bodo image at Modern Human Origins            | Bodo                                           | 600k       | Homo heidelbergensis ou Homo erectus          | 1976               | Etiópia                | A. Asfaw                                 |
|                                               | Mauer 1 (Heidelberg Man)                       | 500k       | Homo heidelbergensis                          | 1907               | Alemanha               | Daniel Hartmann                          |
|                                               | Ndutu                                          |            |                                               |                    |                        |                                          |
|                                               | Sale                                           |            |                                               |                    |                        |                                          |
| Saldanha man                                  | Saldanha man                                   | 500k       | Homo heidelbergensis                          | 1953               | África do Sul          |                                          |
| Arago XXI image at Modern Human Origins       | Arago 21 (Tautavel Man)                        | 400k       | Homo heidelbergensis ou Homo erectus          | 1971               | França                 | Henry de Lumley                          |
|                                               | Steinheim Skull                                | 350k       | Homo heidelbergensis ou Homo neanderthalensis | 1933               | Alemanha               |                                          |
| Petralona 1 image at Modern Human Origins     | Petralona 1                                    | 250 - 500k | Homo erectus ou Homo rhodesiensis             | 1960               | Grécia                 |                                          |
|                                               | Swanscombe Man                                 | 250k       | Homo heidelbergensis ou Homo neanderthalensis | 1935               | Inglaterra             | Alvan T Marston                          |
|                                               | Ngandong 7                                     | 250k       | Homo heidelbergensis ou Homo erectus          | 1931               | Indonésia              | C. ter Haar and G. H. R. von Koenigswald |
|                                               | Broken Hill 1 (Kabwe Cranium or Rhodesian Man) | 125 - 300k | Homo rhodesiensis ou Homo heidelbergensis     | 1921               | Zâmbia                 | Tom Zwiglaar                             |
| Dali image at Modern Human Origins            | Dali                                           | 209k       | Homo heidelbergensis ou Homo sapiens          | 1978               | China                  | Shuntang Liu                             |
|                                               | LH 18                                          |            | Homo sapiens                                  | 1976               | Tanzânia               | Mary Leakey                              |
| Omo 1 Image at Modern Human Origins           | Omo 1                                          | 190k       | Homo sapiens                                  | 1967-1974          | Etiópia                | Richard Leakey                           |
| Omo II Image at Modern Human Origins          | Omo 2                                          | ?          | Homo rhodesiensis ou 'Homo sapiens            | ?                  | Etiópia                | Richard Leakey                           |
| Herto skull images at ABC Science             | Herto remains                                  | 160k       | Homo sapiens idaltu                           | 1997 - 2003        | Middle Awash Etiópia   | Tim White                                |
|                                               | Jebel Irhoud 1                                 | 160k       | Homo sapiens                                  | circa 1991         | Jebel Irhoud, Marrocos |                                          |
|                                               | Jebel Irhoud 2                                 | 160k       | Homo sapiens                                  | circa 1991         | Jebel Irhoud, Marrocos |                                          |
| Jebel Irhoud 3 Mandible Image at PhysOrg.com  | Jebel Irhoud 3                                 | 160k       | Homo sapiens                                  | circa 1991         | Jebel Irhoud, Marrocos |                                          |
|                                               | Jebel Irhoud 4                                 | 160k       | Homo sapiens                                  | after 1991         | Jebel Irhoud, Marrocos |                                          |
| Tabun 1 Image at Modern Human Origins         | Tabun C1                                       | 120k       | Homo neanderthalensis                         | 1967-1972          | Israel                 | Arthur Jelinek                           |

## 50.000 - 100.000 anos
|                                              | Nome                     | Idade     | Espécie                               | Data da descoberta | Local                          | Descoberto por                                       |
| -------------------------------------------- | ------------------------ | --------- | ------------------------------------- | ------------------ | ------------------------------ | ---------------------------------------------------- |
| Klasies Images at Modern Human Origins       | Klasies River Caves      | 125 - 75k | Homo sapiens                          | 1960 onwards       | África do Sul                  | Ray Inskeep, Robin Singer, John Wymer, Hilary Deacon |
| Krapina C Images at Modern Human Origins     | Krapina                  | 100k      | Homo neanderthalensis                 | 1899               | Croácia                        | Dragutin Gorjanović-Kramberger                       |
|                                              | Skhul V                  | 90 - 100k | Homo sapiens                          | 1933               | Es Skhul, Mount Carmel, Israel | T. McCown and H. Moivus, Jr.                         |
| Qafzeh IX/ Image at Modern Human Origins     | Qafzeh IX                | 90 - 100k | Homo sapiens ou Homo neanderthalensis | 1933               | Qafzeh, Israel                 | T. McCown and H. Moivus, Jr.                         |
|                                              | Skhul IX                 |           | Homo sapiens ?                        |                    | Es Skhul, Mount Carmel, Israel |                                                      |
| Qafzeh VI Image at Modern Human Origins      | Qafzeh VI                | 90 - 100k | Homo sapiens                          | 1933               | Nazareth, Israel               | T. McCown and H. Moivus, Jr.                         |
|                                              | La Ferrassie 1           | 70k       | Homo neanderthalensis                 | September 17, 1909 | França                         | R. Capitan and D. Peyrony                            |
|                                              | La Quina 5               | 40-55k    | Homo neanderthalensis                 |                    | França                         |                                                      |
|                                              | La Quina 18              | 40-55k    | Homo neanderthalensis                 |                    | França                         |                                                      |
| Mount Circeo 1 Image at Modern Human Origins | Mt. Circeo 1             | 40 - 60k  | Homo neanderthalensis                 | 1939               | Itália                         | Prof. Blanc                                          |
| Saccopastore 1 Image at Modern Human Origins | Saccopastore 1           | 60k       | Homo neanderthalensis                 |                    | Itália                         |                                                      |
| Gibraltar 1 Image at Modern Human Origins    | Gibraltar 1              |           | Homo neanderthalensis                 | 1848               | Gibraltar                      | Lieutenant Flint                                     |
|                                              | Shanidar 1               | 60 - 80k  | Homo neanderthalensis                 | 1961               | Iraque                         | Ralph Solecki                                        |
| Amud 1 Image at Modern Human Origins         | Amud 1                   |           | Homo neanderthalensis                 |                    | Israel                         |                                                      |
| Amud 7 Image at Modern Human Origins         | Amud 7                   |           | Homo neanderthalensis                 |                    | Israel                         |                                                      |
|                                              | La Chapelle-aux-Saints 1 | 60k       | Homo neanderthalensis                 | August 3, 1908     | França                         | A. and J. Bouyssonie and L. Bardon                   |

## Menos de 50.000 anos
|                                              | Nome              | Idade                 | Espécie                                | Data da descoberta | Local                                | Descoberto por                      |
| -------------------------------------------- | ----------------- | --------------------- | -------------------------------------- | ------------------ | ------------------------------------ | ----------------------------------- |
|                                              | Mungo Man         | 60 - 40k              | Homo sapiens                           | 1974               | Austrália                            |                                     |
|                                              | Le Moustier       | 45k                   | Homo neanderthalensis                  | 1909               | França                               |                                     |
| Neanderthal 1 images at Modern Human Origins | Neanderthal 1     | 40k                   | Homo neanderthalensis                  | 1856               | Alemanha                             | Johann Carl Fuhlrott                |
| Qafzeh VI images at Modern Human Origins     | Jebel Qafzeh 6    | 92 - 115k or 30 - 55k | Homo sapiens                           | 1930's             | Israel                               | R. Neuville M Stekelis              |
|                                              | NG 6              | 27 - 53k              | Homo erectus                           | 1931               | Indonésia                            | C. ter Haar and GHR von Koenigswald |
|                                              | Hofmeyr Skull     | 36k                   | Homo sapiens                           | 1952               | África do Sul                        |                                     |
| Images of Peştera cu Oase                    | Peştera cu Oase   | 36k                   | Homo sapiens                           | 2002               | Romênia                              |                                     |
|                                              | Yamashita-Cho Man | 32k                   | Homo sapiens                           | 1962/1968          | Naha, Okinawa, Japão                 |                                     |
|                                              | Cro-Magnon 1      | 30k                   | Homo sapiens                           | 1868               | França                               | Louis Lartet                        |
|                                              | Combe Capelle     | 30 - 35k              | Homo sapiens                           | 1909               | França                               | O. Hauser                           |
| Predmosti 3 images at Modern Human Origins   | Predmost 3        | 26k                   | Homo sapiens                           | 1894               | República Tcheca                     | K.J. Maska                          |
|                                              | LB 1 (Hobbit)     | 18k                   | Homo floresiensis ou Homo erectus ou ? | 2003               | Indonésia                            | Peter Brown                         |
| Minatogawa 1 images at Modern Human Origins  | Minatogawa 1      | 16 - 18k              | Homo sapiens                           | 1970               | Japão                                |                                     |
|                                              | Tandou            | 15k                   | Homo sapiens                           | 1967               | Austrália                            | Duncan Merrilees                    |
|                                              | Wadi Kubbaniya    | 8 - 20k               | Homo sapiens                           | 1982               | Egito                                | Fred Wendorf                        |
| Kow Swamp 1 images at Modern Human Origins   | Kow Swamp 1       | 9k - 13k              | Homo sapiens                           | 1968               | Austrália                            | A.G. Thorne                         |
|                                              | Afalou 13         | 8k - 12k              | Homo sapiens                           | 1920's             | Argélia                              | C. Arambourg                        |
|                                              | Wadi Halfa 25     | 6k - 12k              | Homo sapiens                           | 1963               | Sudão                                | G. Armelagos, E. Ewing, D. Greene   |
|                                              | Wadjak 1          | 10 - 12k              | Homo sapiens                           | 1888               | Indonésia                            | Eugene Dubois                       |
|                                              | Homem de Tepexpan | 11k                   | Homo sapiens                           | 1947               | México                               | Hemult de Terra                     |
|                                              | Cerro Sota 2      | 11k                   | Homo sapiens                           | 1936               | Chile                                | Junius Bird                         |
|                                              | SDM 16704         | 4.9k - 11.8k          | Homo sapiens                           | 1929               | Estados Unidos                       | M.J. Rogers                         |
|                                              | Lo 4b             | 6k - 9k               | Homo sapiens                           | 1965-1975          | H. Robbins B.M. Lynch                |                                     |
|                                              | Kerma 27          | 3.5k                  | Homo sapiens                           | 1913-1916          | Sudão                                | G. A. Reisner                       |
|                                              | Ötzi the Iceman   | 3.3k                  | Homo sapiens                           | 1991               | Ötztal Alps (enter Áustria e Itália) | Helmut e Erika Simon                |
|                                              | Five Knolls 18    | 1.5k - 3.5k           | Homo sapiens                           | 1925-1929          | Inglaterra                           |                                     |
|                                              | Humboldt Sink     | < 1500 anos           | Homo sapiens                           |                    | Estados Unidos                       |                                     |
|                                              | SCDG K102         | 300 - 400 years       | Homo sapiens                           | 1982               | Estados Unidos                       | C. S. Larsen                        |

## Abreviaturas usadas nos nomes de catálogo dos fósseis
- AL - Afar Locality, Etiópia
- ARA-VP - Aramis Vertebrate Paleontology, Etiópia
- BOU-VP - Bouri Vertebrate Paleontology, Etiópia
- ER - East (Lake) Rudolf, Quénia
- KGA - Konso-Gardula, Etiópia
- KNM - Kenya National Museum
- KP - Kanapoi, Quénia
- OH - Olduvai Hominid, Tanzânia
- SK - Swartkrans, África do Sul
- Sts,Stw - Sterkfontein, África do Sul
- TM - Transvaal Museum, África do Sul
- TM - Toros-Menalla, Chade
- WT - West (Lake) Turkana, Quénia